# 玉碗镇
玉碗镇，是中华人民共和国云南省昭通市大关县下辖的一个镇。

## 行政区划
玉碗镇下辖以下地区：
玉碗村、老街村、石灰村、出水村和火地村。